# Az utolsó törvényenkívüli
Az utolsó törvényenkívüli (eredeti cím: The Last Outlaw) 1993-ban bemutatott amerikai televíziós western-filmdráma, melyet Geoff Murphy rendezett. A főbb szerepekben Mickey Rourke, Dermot Mulroney, Ted Levine, Daniel Quinn, Gavan O'Herlihy, Keith David, John C. McGinley és Steve Buscemi látható.

## Cselekmény
A polgárháború után Graff ezredes és csapata bankrablásból tartja el magát. Egy balul sikerült akció után fejvadászok hada veszi őket üldözőbe. Graff hátrahagyja egy sebesült társukat, emiatt kenyértörésre kerül sor a helyettesével. Az ezredes golyót kap, majd fogságba kerül. A bosszúvágy ráviszi, hogy lepaktáljon az ellenséggel; így a fejvadászok élén emberei után ered. A hajszából brutális vadászat lesz – a két főhős közötti végső leszámolás elkerülhetetlen.

## Szereplők
| Színész          | Szerep       | Magyar hang       |
| ---------------- | ------------ | ----------------- |
| Mickey Rourke    | Graff        | Dörner György     |
| Dermot Mulroney  | Eustis       | Selmeczi Roland   |
| Ted Levine       | Potts        | Reviczky Gábor    |
| John C. McGinley | Wills        | Rosta Sándor      |
| Steve Buscemi    | Philo        | Végh Péter        |
| Keith David      | Lovecraft    | Haás Vander Péter |
| Daniel Quinn     | Loomis       | Csankó Zoltán     |
| Gavan O'Herlihy  | Sharp seriff | Ujréti László     |
| Richard Fancy    | McClintock   | Dobránszky Zoltán |
| Paul Ben-Victor  | Grubb        | Felföldi László   |

## Bemutató
Az Egyesült Államokban 1993. október 30-án mutatták be televíziós premier keretében. Bár eredetileg tévéfilmnek készült, különös módon néhány országban moziban is bemutatták, többek között Magyarországon is. A magyarországi mozipremier 1994. június 23-án volt.

## Fordítás
- Ez a szócikk részben vagy egészben  a   The_Last_Outlaw_(TV_film) című angol Wikipédia-szócikk fordításán alapul.  Az eredeti cikk szerkesztőit annak laptörténete sorolja fel. Ez a jelzés csupán a megfogalmazás eredetét és a szerzői jogokat jelzi, nem szolgál a cikkben szereplő információk forrásmegjelöléseként.